# Аустралијска престоничка територија
Аустралијска престоничка територија (енгл. Australian Capital Territory) је аутономна област Аустралије у оквиру које се налази главни град Канбера. Аустралијска престоничка територија је енклава у оквиру Новог Јужног Велса.
На територији живи укупно 333.667 становника од чега 332.798 у Канбери.

## Историја
Пре доласка Европљана 1820, територију су насељавала 3 абориџанска племена - Нгунавал, Валгалу и Нгариго. Од 1824. појављују се прва села (Тарва, Хал) и мале фарме.
Званично је добила статус аутономног региона - „федералне престоничке територије“ 1910. године. Назив је промењен у аустралијска престоничка територија 1938. Парламент се преселио у Канберу 9. маја 1927. године.

## Географија
Територија је окружена државом Нови Јужни Велс. Простире се на површини од 2.358 km². Највиши врх са 1.912 m је врх Бимбери.
Национални парк Намагди заузима значајан део планинске области.
Осим Канбере у територији се налази и неколико мањих места - Вилијамсдејл, Нас, Уриара, Тарва и Хал.

### Клима
Клима је доста другачија од осталих великих градова на континенту због тога што је Канбера једини већи град који се не налази на обали океана. Постоје 4 годишња доба: лета су топла и сува а зиме су хладне и магловите. Планински врхови су покривени снегом током зимског периода. Период олуја је између октобра и марта. Највиша измерена температура у региону била је 42,2°C а најнижа -10,0°C.

## Образовање
Све образовне институције се налазе у Канбери. У граду има много обданишта, основних и средњих школа и колеџа. У 2005. је било 60 .275 ученика и студената, од тога 30.995 у основним, 19.211 у средњим школама, 9.429 на факултетима као и 340 у специјалним установама.